# Quân hàm quân đội Liên Xô 1943–1955
Hệ thống quân hàm quân đội Liên Xô từ năm 1943 có sự thay đổi lớn, được thực hiện ngay trong thời gian Chiến tranh Vệ quốc vĩ đại và sử dụng đến sau khi Stalin qua đời. Trên thực tế, nó được sử dụng ổn định với rất ít thay đổi cho đến tận khi Liên Xô tan rã. Tuy vậy, hệ thống quân hàm này vẫn được hầu hết các quốc gia thành viên Liên Xô cũ sử dụng cho đến ngày nay với rất ít thay đổi.

## Những thay đổi cơ bản
Hệ thống cấp hiệu được thay đổi trở về dạng truyền thống, tương tự cấp hiệu Quân đội Đế quốc Nga thời trước Cách mạng Tháng Mười, có cải tiến mở rộng thêm. Các sắc lệnh của Đoàn Chủ tịch Xô viết Tối cao Liên Xô ngày 6 tháng 1 năm 1943 đã giới thiệu hệ thống cấp hiệu mới trong Hồng quân và ngày 15 tháng 2 năm 1943, giới thiệu hệ thống cấp hiệu mới trong Hải quân.
Hệ thống cấp hiệu mới sử dụng loại cầu vai, gồm 2 loại: hàng ngày và dã chiến. Kích thước của cầu vai rộng 6 cm, dài 14–16 cm (tùy theo size quần áo).
Mẫu quân phục mới cũng được giới thiệu vào ngày 15 tháng 1 năm 1943. Tháng 1 năm 1943, các cấp bậc nguyên soái binh chủng không quân, pháo binh và thiết giáp ra đời. Không lâu sau, tháng 10 năm 1943, các cấp bậc nguyên soái binh chủng thông tin và kỹ thuật cũng được bổ sung. Hệ thống cấp bậc Chánh nguyên soái binh chủng cũng được thành lập bổ sung trong dịp này.
Hầu hết các đề xuất về mẫu quân phục và cấp hiệu mới đều được Stalin phê chuẩn. Duy nhất đề xuất thành lập cấp bậc Đại nguyên soái Liên Xô (Генералиссимус Советского Союза) vào tháng 10 năm 1943 được Stalin giữ lại. Trước đó, ngày 6 tháng 3 năm 1943, Stalin chính thức nhận quân hàm Nguyên soái Liên Xô. Mãi đến sau khi chiến tranh kết thúc, ngày 26 tháng 6 năm 1945, Đoàn Chủ tịch Xô viết Tối cao Liên Xô ra nghị quyết thành lập quân hàm Đại nguyên soái Liên Xô để tôn phong cho Stalin vì "đã có thành tích đặc biệt xuất sắc đối với Tổ quốc trong sự lãnh đạo tất cả các lực lượng vũ trang của Nhà nước trong chiến tranh". Tuy nhiên, trên cương vị lãnh đạo nhà nước, Stalin đã không ký sắc lệnh ban hành nghị quyết này. Vì vậy, nghị quyết này không có hiệu lực pháp lý trên thực tế.

## Hệ thống cấp hiệu

### Lực lượng mặt đất

#### Binh sĩ và hạ sĩ quan
| Binh chủng                             | Cấp hiệu thường ngày                                                     | Cấp hiệu thường ngày                                                        | Cấp hiệu thường ngày                              | Cấp hiệu thường ngày | Cấp hiệu thường ngày                                                                                   | Cấp hiệu thường ngày                                                                                   |
| -------------------------------------- | ------------------------------------------------------------------------ | --------------------------------------------------------------------------- | ------------------------------------------------- | --- | --- | --- |
| Bộ binh                                | 306th Rifle Regiment                                                     | 36th Guards Rifle Silesian, Order of the Red Star Regiment                  | 61st Motorised Rifle Regiment                     | 7th Motorised Rifle Brigade | 123rd Rifle Regiment                                                                                   | 41st Guards Rifle Czestochowski, Order of Kutuzov Regiment                                             |
| Kỵ binh                                | 214th Cavalry Regiment                                                   | 34th Guards Cavalry Kuban Cossacks Slonim, Order of the Red Banner Regiment | 220th Debrecen Cavalry Regiment                   | 223rd Cavalry, Order of Bogdan Khmelnitsky Regiment | 30th Guards Cavalry Kuban Cossacks Slonim, Order of the Red Banner, Order of Alexander Nevsky Regiment | 32nd Guards Cavalry Kuban Cossacks Slonim, Order of the Red Banner, Order of Alexander Nevsky Regiment |
| Không quân                             | 104th Guards Fighter Krakov Aviation, Order of Alexander Nevsky Regiment | 108th Bomber Aviation Regiment                                              | 909th Fighter Aviation, Order of Kutuzov Regiment | 173rd Guards Assault Aviation Regiment | 28th Guards Bomber Aviation Regiment                                                                   | 16th Guards Fighter Sandomierz Aviation, Order of Alexander Nevsky Regiment                            |
| Pháo binh                              | 288th Fighter Anti-tank Artillery Regiment                               | 5th Guards Fighter Anti-tank Artillery Regiment                             | 61st Howitzer Artillery Regiment                  | 21st Guards Mortar Brigade | 4th Guards Artillery Regiment                                                                          | 17th Guards Mortar Regiment                                                                            |
| Thiết giáp                             | 60th Tank, Order of Bogdan Khmelnitsky Regiment                          | 105th Separate Tank Demidov, Order of the Red Banner Regiment               | 142nd Tank Regiment                               | 12nd Separate Guards Tank Berdichev, Order of the Red Banner, Order of Suvorov, Order of Bogdan Khmelnitsky Regiment (12nd Guards Heavy Tank Regiment) | 8th Guards Tank, Order of the Red Banner, Order of Suvorov Brigade                                     | 70th Tank Syvash, Order of Kutuzov Brigade                                                             |
| Cơ giới                                | 17th Motor Vehicle Brigade of Leningrad Front                            | 57th Motor-Car Regiment                                                     | 52nd Motorcycle Regiment                          | 19th Motor-Car Regiment | 5th Guards Motorcycle Regiment                                                                         | 77th Motor-Car Regiment                                                                                |
| Kỹ thuật                               | 17th Motorised Engineer Brigade                                          | 22nd Guards Motorised Shock Engineer-Sapper Brigade                         | 2nd Guards Motorised Engineer Brigade             | 13rd Engineer Brigade | 18th Engineer-Sapper Brigade                                                                           | 4th Shock Engineer-Sapper Brigade                                                                      |
| Thông tin                              | 6th Signal Regiment                                                      | 129th Separate Signal Regiment                                              | 8th Signal Regiment of 8th Air Army               | 5th Guards Signal Regiment of 2nd Guards Tank Army | 1st Guards Signal Regiment of 11th Guards Army                                                         | 26th Signal Regiment of 17th Air Army                                                                  |
| Đảm bảo đường bộ                       |                                                                          |                                                                             |                                                   | | | |
| Đường sắt, Truyền thông quân sự (VOSO) | 4th Railway Brigade                                                      | 4th Separate Operations Railway Regiment                                    | 1st Guards Railway Brigade                        | 11th Railway Brigade | 12th Separate Operations Railway Regiment                                                              | 50th Operations Railway Brigade                                                                        |
| Cầu phà                                | 5th Pontoon-Bridge Brigade                                               | 12th Motorised Pontoon-Bridge Regiment                                      | 2nd Separate Heavy Pontoon-Bridge Regiment        | 7th Motorised Pontoon-Bridge Brigade | 10th Pontoon-Bridge Brigade                                                                            | 3rd Motorised Pontoon-Bridge Regiment                                                                  |
| Công binh                              |                                                                          |                                                                             |                                                   | | | |
| Đo đạc                                 |                                                                          |                                                                             |                                                   | | | |
| Hóa học                                | 15th Chemical Protection Brigade                                         | 19th Chemical Protection Brigade                                            | 18th Chemical Protection Brigade                  | 17th Chemical Protection Brigade | 16th Chemical Protection Brigade                                                                       | 15th Chemical Protection Brigade                                                                       |
| Điện                                   |                                                                          |                                                                             |                                                   | | | |
| Binh chủng                             | Cấp hiệu dã chiến                                                        | Cấp hiệu dã chiến                                                           | Cấp hiệu dã chiến                                 | Cấp hiệu dã chiến | Cấp hiệu dã chiến                                                                                      | Cấp hiệu dã chiến                                                                                      |
| Bộ binh                                |                                                                          |                                                                             |                                                   | | | |
| Kỵ binh                                |                                                                          |                                                                             |                                                   | | | |
| Không quân                             |                                                                          |                                                                             |                                                   | | | |
| Artillery, Thiết giáp Cơ giới          |                                                                          |                                                                             |                                                   | | | |
| Kỹ thuật                               |                                                                          |                                                                             |                                                   | | | |
| Danh xưng cấp bậc                      | Binh nhì (Рядовой)                                                       | Binh nhất (Ефрейтор)                                                        | Hạ sĩ (Младший сержант)                           | Trung sĩ (Сержант) | Thượng sĩ (Старший сержант)                                                                            | Chuẩn úy (Старшина)                                                                                    |
| Cấp bậc NATO tương ứng                 | OR-1                                                                     | OR-4                                                                        | OR-5                                              | OR-6 | OR-7                                                                                                   | OR-8                                                                                                   |

#### Sĩ quan
| Binh chủng | Cấp hiệu thường ngày         | Cấp hiệu thường ngày  | Cấp hiệu thường ngày          | Cấp hiệu thường ngày | Cấp hiệu thường ngày | Cấp hiệu thường ngày        | Cấp hiệu thường ngày |
| --- | ---------------------------- | --------------------- | ----------------------------- | -------------------- | -------------------- | --------------------------- | -------------------- |
| Bộ binh |                              |                       |                               |                      |                      |                             |                      |
| Kỵ binh |                              |                       |                               |                      |                      |                             |                      |
| Không quân |                              |                       |                               |                      |                      |                             |                      |
| Kỹ thuật không quân |                              |                       |                               |                      |                      |                             |                      |
| Pháo binh |                              |                       |                               |                      |                      |                             |                      |
| Kỹ thuật Pháo binh |                              |                       |                               |                      |                      |                             |                      |
| Thiết giáp |                              |                       |                               |                      |                      |                             |                      |
| Kỹ thuật thiết giáp |                              |                       |                               |                      |                      |                             |                      |
| Cơ giới |                              |                       |                               |                      |                      |                             |                      |
| Kỹ thuật Cơ giới |                              |                       |                               |                      |                      |                             |                      |
| Hậu cần |                              |                       |                               |                      |                      |                             |                      |
| Kỹ thuật |                              |                       |                               |                      |                      |                             |                      |
| Chuyên viên kỹ thuật |                              |                       |                               |                      |                      |                             |                      |
| Thông tin |                              |                       |                               |                      |                      |                             |                      |
| Kỹ thuật thông tin |                              |                       |                               |                      |                      |                             |                      |
| Đảm bảo đường bộ |                              |                       |                               |                      |                      |                             |                      |
| Kỹ thuật đường bộ |                              |                       |                               |                      |                      |                             |                      |
| Đường sắt Truyền thông quân sự (VOSO)                                                                                                 |                              |                       |                               |                      |                      |                             |                      |
| Kỹ thuật đường sắt Kỹ thuật VOSO |                              |                       |                               |                      |                      |                             |                      |
| Cầu phao |                              |                       |                               |                      |                      |                             |                      |
| Kỹ thuật cầu phao |                              |                       |                               |                      |                      |                             |                      |
| Công binh |                              |                       |                               |                      |                      |                             |                      |
| Kỹ thuật công binh |                              |                       |                               |                      |                      |                             |                      |
| Đo đạc |                              |                       |                               |                      |                      |                             |                      |
| Kỹ thuật đo đạc |                              |                       |                               |                      |                      |                             |                      |
| Hóa học |                              |                       |                               |                      |                      |                             |                      |
| Kỹ thuật hóa học |                              |                       |                               |                      |                      |                             |                      |
| Điện |                              |                       |                               |                      |                      |                             |                      |
| Kỹ thuật điện |                              |                       |                               |                      |                      |                             |                      |
| Binh chủng | Cấp hiệu dã chiến            | Cấp hiệu dã chiến     | Cấp hiệu dã chiến             | Cấp hiệu dã chiến    | Cấp hiệu dã chiến    | Cấp hiệu dã chiến           | Cấp hiệu dã chiến    |
| Bộ binh |                              |                       |                               |                      |                      |                             |                      |
| Kỵ binh |                              |                       |                               |                      |                      |                             |                      |
| Thiết giáp Cơ giới |                              | Technician-Lieutenant |                               | Engineer-Captain     |                      |                             | Engineer-Colonel     |
| Không quân Kỹ thuật Không quân |                              | Engineer-Lieutenant   |                               |                      |                      | Engineer-Lieutenant colonel |                      |
| Pháo binh |                              | Technician-Lieutenant |                               |                      | Engineer-Major       |                             |                      |
| Hậu cần |                              |                       |                               |                      |                      |                             |                      |
| Kỹ thuật Chuyên viên kỹ thuật Thông tin Đảm bảo đường bộ Đường sắt, Truyền thông quân sự (VOSO) Cầu phao Công binh Đo đạ Hóa học Điện |                              |                       |                               | Engineer-Captain     |                      |                             |                      |
| Danh xưng cấp bậc | Thiếu úy (Младший лейтенант) | Trung úy (Лейтенант)  | Thượng úy (Старший лейтенант) | Đại úy (Капитан)     | Thiếu tá (Майор)     | Trung tá (Подполковник)     | Đại tá (Полковник)   |
| Cấp bậc NATO tương ứng | OF-1                         | OF-1                  | OF-1                          | OF-2                 | OF-3                 | OF-4                        | OF-5                 |

#### Tướng soái
| Binh chủng             | Cấp hiệu thường ngày        | Cấp hiệu thường ngày            | Cấp hiệu thường ngày             | Cấp hiệu thường ngày                       | Cấp hiệu thường ngày                                     | Cấp hiệu thường ngày                          |
| ---------------------- | --------------------------- | ------------------------------- | -------------------------------- | ------------------------------------------ | -------------------------------------------------------- | --------------------------------------------- |
| Bộ binh                |                             |                                 |                                  |                                            |                                                          |                                               |
| Không quân             |                             |                                 |                                  |                                            |                                                          |                                               |
|                        |                             |                                 |                                  |                                            |                                                          |                                               |
| Pháo binh              |                             |                                 |                                  |                                            |                                                          |                                               |
|                        |                             |                                 |                                  |                                            |                                                          |                                               |
| Thiết giáp             |                             |                                 |                                  |                                            |                                                          |                                               |
|                        |                             |                                 |                                  |                                            |                                                          |                                               |
| Kỹ thuật               |                             |                                 |                                  |                                            |                                                          |                                               |
| Thông tin              |                             |                                 |                                  |                                            |                                                          |                                               |
| Binh chủng             | Cấp hiệu dã chiến           | Cấp hiệu dã chiến               | Cấp hiệu dã chiến                | Cấp hiệu dã chiến                          | Cấp hiệu dã chiến                                        | Cấp hiệu dã chiến                             |
| Bộ binh                |                             |                                 |                                  |                                            |                                                          |                                               |
| Không quân             |                             |                                 |                                  |                                            |                                                          |                                               |
|                        |                             |                                 |                                  |                                            |                                                          |                                               |
| Pháo binh              |                             |                                 |                                  |                                            |                                                          |                                               |
|                        |                             |                                 |                                  |                                            |                                                          |                                               |
| Thiết giáp             |                             |                                 |                                  |                                            |                                                          |                                               |
|                        |                             |                                 |                                  |                                            |                                                          |                                               |
| Kỹ thuật               |                             |                                 |                                  |                                            |                                                          |                                               |
| Thông tin              |                             |                                 |                                  |                                            |                                                          |                                               |
| Danh xưng cấp bậc      | Thiếu tướng (Генерал-майор) | Trung tướng (Генерал-лейтенант) | Thượng tướng (Генерал-полковник) | Đại tướng (Генерал армии)                  | Đại tướng (Генерал армии)                                | Nguyên soái Liên Xô (Маршал Советского Союза) |
| Danh xưng cấp bậc      | Thiếu tướng (Генерал-майор) | Trung tướng (Генерал-лейтенант) | Thượng tướng (Генерал-полковник) | Nguyên soái binh chủng (Маршал рода войск) | Chánh nguyên soái binh chủng (Главный маршал рода войск) | Nguyên soái Liên Xô (Маршал Советского Союза) |
| Cấp bậc NATO tương ứng | OF-6                        | OF-7                            | OF-8                             | OF-9                                       | OF-9                                                     | OF-10                                         |

### Hải quân

#### Thủy thủ và hạ sĩ quan
| Binh chủng             | Cấp hiệu               | Cấp hiệu                                                      | Cấp hiệu                         | Cấp hiệu                          | Cấp hiệu                          | Cấp hiệu                                | Cấp hiệu            |
| ---------------------- | ---------------------- | ------------------------------------------------------------- | -------------------------------- | --------------------------------- | --------------------------------- | --------------------------------------- | ------------------- |
| Hải quân trên tàu      | Cấp hiệu dài           | Black Sea Fleet                                               | Caspian Flotilla                 | Danube Flotilla, Dnieper Flotilla | Pacific Fleet                     | Baltic Fleet                            |                     |
| Hải quân trên tàu      | Cấp hiệu ngắn          | Volga Flotilla (1943-1944), Danube Flotilla, Dnieper Flotilla |                                  |                                   |                                   |                                         |                     |
| Hải quân trên bờ       | Cấp hiệu dài           | Onega Flotilla Coastal Services                               | Northern Fleet Coastal Services  | Black Sea Fleet Coastal Services  | Caspian Flotilla Coastal Services | Amur Military Flotilla Coastal Services |                     |
| Hải quân trên bờ       | Cấp hiệu ngắn          | General Navy                                                  |                                  |                                   |                                   |                                         |                     |
| Hàng không hải quân    | Cấp hiệu dài           | Black See Fleet Air Arm                                       | Baltic Fleet Air Force           | Northern Fleet Air Force          | General Navy (naval aviation)     | Pacific Fleet Air Force                 |                     |
| Hàng không hải quân    | Cấp hiệu ngắn          | Caspian Flotilla Air Service                                  |                                  |                                   |                                   |                                         |                     |
| Danh xưng cấp bậc      | Danh xưng cấp bậc      | Binh nhì (Краснофлотец)                                       | Binh nhất (Старший краснофлотец) | Hạ sĩ (Младший сержант)           | Trung sĩ (Сержант)                | Thượng sĩ (Старший сержант)             | Chuẩn úy (Старшина) |
| Cấp bậc NATO tương ứng | Cấp bậc NATO tương ứng | OR-1                                                          | OR-4                             | OR-5                              | OR-6                              | OR-7                                    | OR-8                |

#### Sĩ quan
| Binh chủng                                                        | Cấp hiệu               | Cấp hiệu                     | Cấp hiệu             | Cấp hiệu                      | Cấp hiệu                   | Cấp hiệu                      | Cấp hiệu                      | Cấp hiệu                    |
| ----------------------------------------------------------------- | ---------------------- | ---------------------------- | -------------------- | ----------------------------- | -------------------------- | ----------------------------- | ----------------------------- | --------------------------- |
| Hải quân trên tàu                                                 | Cấp hiệu cầu vai       |                              |                      |                               |                            |                               |                               |                             |
| Hải quân trên tàu                                                 | Cấp hiệu cổ tay        |                              |                      |                               |                            |                               |                               |                             |
| Kỹ thuật hải quân                                                 |                        |                              |                      |                               |                            |                               |                               |                             |
| Hải quân trên bờ (gồm Tuần duyên, Hải quân đổ bộ và Pháo bờ biển) |                        |                              |                      |                               |                            |                               |                               |                             |
| Kỹ thuật trên bờ                                                  |                        |                              |                      |                               |                            |                               |                               |                             |
| Hàng không hải quân                                               |                        |                              |                      |                               |                            |                               |                               |                             |
| Kỹ thuật hàng không hải quân                                      |                        |                              |                      |                               |                            |                               |                               |                             |
| Danh xưng cấp bậc                                                 | Danh xưng cấp bậc      | Thiếu úy (Младший лейтенант) | Trung úy (Лейтенант) | Thượng úy (Старший лейтенант) | Đại úy (Капитан-лейтенант) | Thiếu tá (Капитан 3-го ранга) | Trung tá (Капитан 2-го ранга) | Đại tá (Капитан 1-го ранга) |
| Cấp bậc NATO tương ứng                                            | Cấp bậc NATO tương ứng | OF-1                         | OF-1                 | OF-1                          | OF-2                       | OF-3                          | OF-4                          | OF-5                        |

#### Tướng lĩnh và đô đốc
| Binh chủng                                                        | Cấp hiệu               | Cấp hiệu                     | Cấp hiệu                        | Cấp hiệu                         | Cấp hiệu                       | Cấp hiệu                       |
| ----------------------------------------------------------------- | ---------------------- | ---------------------------- | ------------------------------- | -------------------------------- | ------------------------------ | ------------------------------ |
| Hải quân trên tàu                                                 | Cấp hiệu cầu vai       |                              |                                 |                                  |                                |                                |
| Hải quân trên tàu                                                 | Cấp hiệu cổ tay        |                              |                                 |                                  |                                |                                |
| Kỹ thuật hải quân                                                 |                        |                              |                                 |                                  |                                |                                |
| Danh xưng cấp bậc                                                 | Danh xưng cấp bậc      | Chuẩn đô đốc (Контр-адмирал) | Phó đô đốc (Вице-адмирал)       | Đô đốc (Адмирал)                 | Đô đốc hạm đội (Адмирал флота) | Đô đốc hạm đội (Адмирал флота) |
| Danh xưng cấp bậc                                                 | Danh xưng cấp bậc      | Chuẩn đô đốc (Контр-адмирал) | Phó đô đốc (Вице-адмирал)       | Đô đốc (Адмирал)                 | (1943-1945)                    | (1945-1955)                    |
| Hải quân trên bờ (gồm Tuần duyên, Hải quân đổ bộ và Pháo bờ biển) |                        |                              |                                 |                                  |                                |                                |
| Kỹ thuật trên bờ                                                  |                        |                              |                                 |                                  |                                |                                |
| Hàng không hải quân                                               |                        |                              |                                 |                                  |                                |                                |
| Kỹ thuật hàng không hải quân                                      |                        |                              |                                 |                                  |                                |                                |
| Danh xưng cấp bậc                                                 | Danh xưng cấp bậc      | Thiếu tướng (Генерал-майор)  | Trung tướng (Генерал-лейтенант) | Thượng tướng (Генерал-полковник) |                                |                                |
| Cấp bậc NATO tương ứng                                            | Cấp bậc NATO tương ứng | OF-6                         | OF-7                            | OF-8                             | OF-9                           | OF-9                           |

### Các lực lượng khác

#### Binh sĩ và hạ sĩ quan
| Binh chủng             | Cấp hiệu thường ngày | Cấp hiệu thường ngày | Cấp hiệu thường ngày    | Cấp hiệu thường ngày | Cấp hiệu thường ngày        | Cấp hiệu thường ngày |
| ---------------------- | -------------------- | -------------------- | ----------------------- | -------------------- | --------------------------- | -------------------- |
| Quân y                 |                      |                      |                         |                      |                             |                      |
| Quân thú y             |                      |                      |                         |                      |                             |                      |
| Binh chủng             | Cấp hiệu dã chiến    | Cấp hiệu dã chiến    | Cấp hiệu dã chiến       | Cấp hiệu dã chiến    | Cấp hiệu dã chiến           | Cấp hiệu dã chiến    |
| Quân y / Quân thú y    |                      |                      |                         |                      |                             |                      |
| Danh xưng cấp bậc      | Binh nhì (Рядовой)   | Binh nhất (Ефрейтор) | Hạ sĩ (Младший сержант) | Trung sĩ (Сержант)   | Thượng sĩ (Старший сержант) | Chuẩn úy (Старшина)  |
| Cấp bậc NATO tương ứng | OR-1                 | OR-4                 | OR-5                    | OR-6                 | OR-7                        | OR-8                 |

#### Sĩ quan
| Binh chủng             | Cấp hiệu thường ngày         | Cấp hiệu thường ngày | Cấp hiệu thường ngày          | Cấp hiệu thường ngày | Cấp hiệu thường ngày | Cấp hiệu thường ngày    | Cấp hiệu thường ngày |
| ---------------------- | ---------------------------- | -------------------- | ----------------------------- | -------------------- | -------------------- | ----------------------- | -------------------- |
| Quân y                 |                              |                      |                               |                      |                      |                         |                      |
| Quân thú y             |                              |                      |                               |                      |                      |                         |                      |
| Quân pháp              |                              |                      |                               |                      |                      |                         |                      |
| Binh chủng             | Cấp hiệu dã chiến            | Cấp hiệu dã chiến    | Cấp hiệu dã chiến             | Cấp hiệu dã chiến    | Cấp hiệu dã chiến    | Cấp hiệu dã chiến       | Cấp hiệu dã chiến    |
| Quân y                 |                              |                      |                               |                      |                      |                         |                      |
| Quân thú y             |                              |                      |                               |                      |                      |                         |                      |
| Quân pháp              |                              |                      |                               |                      |                      |                         |                      |
| Danh xưng cấp bậc      | Thiếu úy (Младший лейтенант) | Trung úy (Лейтенант) | Thượng úy (Старший лейтенант) | Đại úy (Капитан)     | Thiếu tá (Майор)     | Trung tá (Подполковник) | Đại tá (Полковник)   |
| Cấp bậc NATO tương ứng | OF-1                         | OF-1                 | OF-1                          | OF-2                 | OF-3                 | OF-4                    | OF-5                 |

#### Tướng lĩnh
| Binh chủng             | Cấp hiệu thường ngày        | Cấp hiệu thường ngày            | Cấp hiệu thường ngày             |
| ---------------------- | --------------------------- | ------------------------------- | -------------------------------- |
| Quân y                 |                             |                                 |                                  |
| Quân thú y             |                             |                                 |                                  |
| Quân pháp              |                             |                                 |                                  |
| Binh chủng             | Cấp hiệu dã chiến           | Cấp hiệu dã chiến               | Cấp hiệu dã chiến                |
| Quân y                 |                             |                                 |                                  |
| Quân thú y             |                             |                                 |                                  |
| Quân pháp              |                             |                                 |                                  |
| Danh xưng cấp bậc      | Thiếu tướng (Генерал-майор) | Trung tướng (Генерал-лейтенант) | Thượng tướng (Генерал-полковник) |
| Cấp bậc NATO tương ứng | OF-6                        | OF-7                            | OF-8                             |